# Região Geográfica Imediata de Breves
A Região Geográfica Imediata de Breves é uma das 21 regiões imediatas do estado brasileiro do Pará, uma das 2 regiões imediatas que compõem a Região Geográfica Intermediária de Breves junto com a Região Geográfica Imediata de Soure-Salvaterra, e uma das 509 regiões imediatas no Brasil, criadas pelo IBGE em 2017. É composta de 10 municípios.

## Municípios
Esta região geográfica abrange 10 municípios da ilha de Marajó:
| Região geográfica imediata | Código | Municípios                 | Fundação |
| -------------------------- | ------ | -------------------------- | -------- |
| Breves                     | 150020 | Afuá                       | 1890     |
| Breves                     | 150020 | Anajás                     | 1886     |
| Breves                     | 150020 | Bagre                      | 1961     |
| Breves                     | 150020 | Breves                     | 1738     |
| Breves                     | 150020 | Chaves                     | 1755     |
| Breves                     | 150020 | Curralinho                 | 1865     |
| Breves                     | 150020 | Gurupá                     | 1639     |
| Breves                     | 150020 | Melgaço                    | 1961     |
| Breves                     | 150020 | Portel                     | 1758     |
| Breves                     | 150020 | São Sebastião da Boa Vista | 1943     |